# 横浜市保土ケ谷プール
横浜市保土ケ谷プール（よこはましほどがやプール）は、神奈川県横浜市保土ケ谷区狩場町238-3に所在する、室内温水プールである。

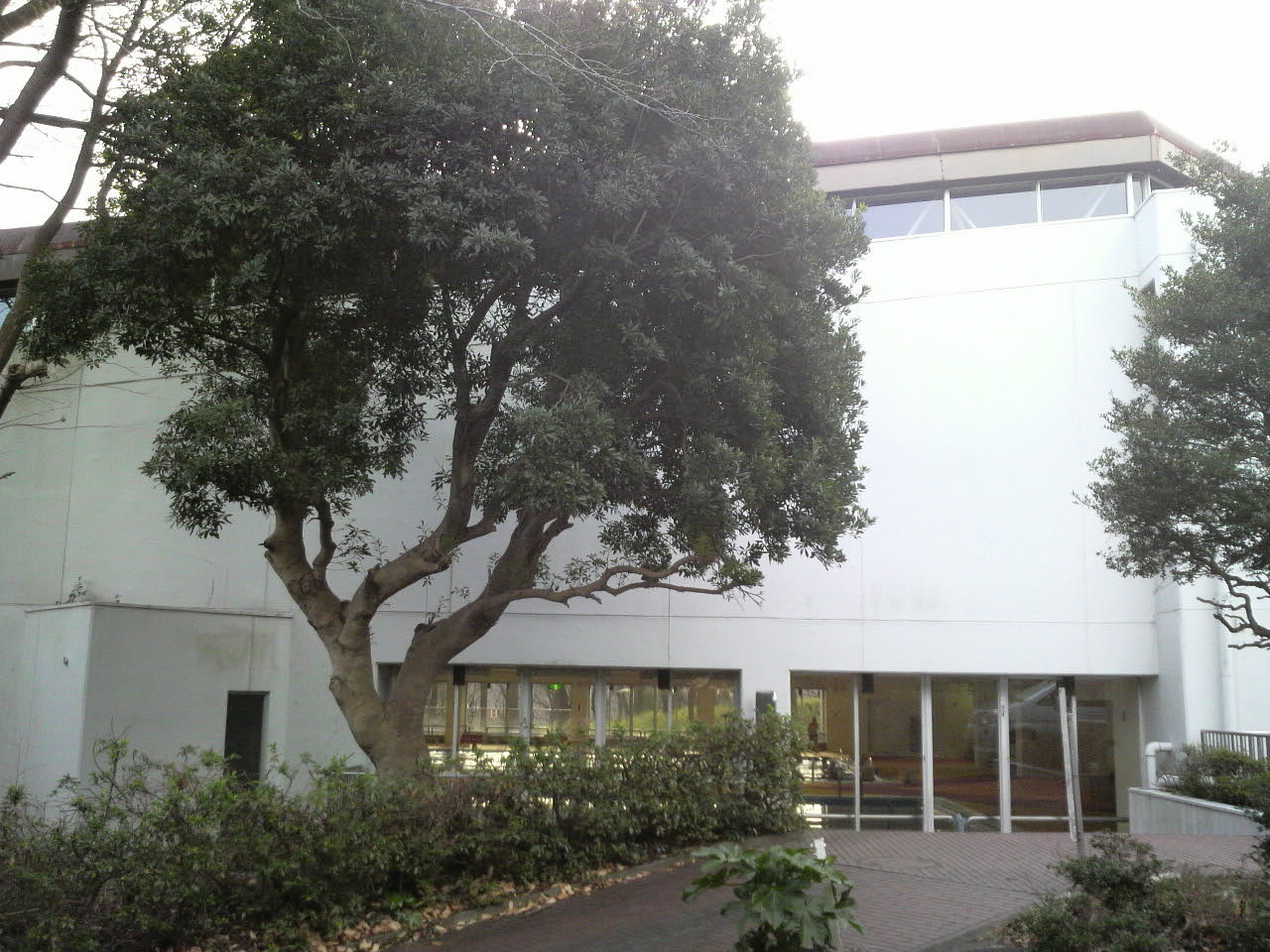
保土ヶ谷プール

## 解説
KSSC 横浜ウォータープロモーションの管理、運営で横浜市児童遊園地の中にある。かつては、隣接する横浜市資源循環局保土ケ谷工場の焼却炉で発生する熱エネルギーを利用していた。2010年に保土ヶ谷工場が休止され、その後ボイラーを使用している。
25mプールが6レーンあり、そのほか児童プール、すべり台がある幼児プール、採暖室などがあり、休憩室もある。
また開園当初はよみうりテレビ『びっくり日本新記録』といった番組の撮影にも利用された。

## 交通手段
「上星ヶ谷」バス停
- 横浜市営バス
  - 53系統
  - 79系統

「権太坂上」バス停
- 横浜市営バス
  - 106系統
  - 28系統：（本数少）
- 神奈川中央交通（神奈中バス）
  - 77系統
  - 横17系統
  - 横46系統：（早朝・1往復のみ）
  - 東21系統（平日土曜朝のみ）
  - 戸38系統
  - 205系統（早朝・2往復のみ）

## 周辺施設
- 横浜市資源循環局保土ケ谷工場
- 横浜市こども植物園
- 権太坂
- 国道1号